# Zoran Gaši
Zoran Gaši (rođen u Skopju, Makedonija, 18. novembra 1952) prozaista je, pesnik i slikar, koji živi i stvara u Novom Sadu, Vojvodina, Srbija.

## Biografija
Studirao je orijentalnu filologiju, jugoslovensku književnost, a diplomirao je teologiju. Završio je specijalističke studije iz oblasti: komparatistike, poslovne etike, ljudskih prava, medija i multikulturalnosti na HCIT (Humanitarni centar za integraciju i toleranciju) u Novom Sadu. 
Član je Društva književnika Vojvodine i UPIDIV-a. Slikarstvom je počeo da se bavi sredinom osamdesetih godina prošlog veka delujući pod 14 pseudonima. U privatnim kolekcijama Belgije, Holandije, SAD, Italije, Nemačke, Francuske, Danske i Švedske zastupljen je sa više radova.
Bio je urednik dramskog programa Radio Novog Sada (Scena 13) i izadavačke delatnosti Centra za multikulturalnost i likovni urednik u izdavačkoj kući Agape.
Autor je više knjiga poezije, drama i eseja, kao i romana "Kameo".
Drame su mu izvođene u Novom Sadu, Skopju, Mariboru, Sarajevu, Bitolji, Prištini, Stokholmu i Trstu. 
Učestvovao je na sajmu dokumentarnog filma u Klermont Feranu sa tri filma ("Sretno novo disanje", "Padanje", "Očevidac").

## Spoljašnje veze
- https://web.archive.org/web/20141220052524/http://www.virtualnigrad.com/Izlozba_Zorana_Gasija_Makulature_Meta_makulature_lentikulari-128-14889
- https://web.archive.org/web/20141220234529/http://www.ogranak.sanu.ac.rs/Izdanja/Anali7Za2011.pdf
- http://www.koprivnica.net/najave-kalendar/details/4006-izlozba-lentikulariq-zoran-gashi%5B%5D
- https://www.youtube.com/watch?v=canepGQkOT4
- https://web.archive.org/web/20150207215427/http://www.novamisao.org/2014/09/zoran-gasi-fesme-i-frirasline/